# هوغو (مينيسوتا)
هوغو (بالإنجليزية: Hugo, Minnesota)‏ هي مدينة تقع في ولاية مينيسوتا في الولايات المتحدة. تبلغ مساحة هذه المدينة 93.29 (كم²)، وترتفع عن سطح البحر 284 م، بلغ عدد سكانها 13332 نسمة في عام 2010 حسب إحصاء مكتب تعداد الولايات المتحدة.

## التركيبة السكانية
قام مكتب تعداد الولايات المتحدة بتحديد بيانات التركيبة السكانية لهوغو في تعداد الولايات المتحدة. في ما يلي، التركيبة السكانية حسب تعدادي 2000 و2010.

### تعداد عام 2000
بلغ عدد سكان هوغو 6,363 نسمة بحسب تعداد عام 2000، وبلغ عدد الأسر 2,125 أسرة وعدد العائلات 1,742 عائلة مقيمة في المدينة. في حين سجلت الكثافة السكانية 187.2 نسمة لكل ميل مربع (72.3/كم2). وبلغ عدد الوحدات السكنية 2,174 وحدة بمتوسط كثافة قدره 64.0 نسمة لكل ميل مربع (24.7/كم2).
وتوزع التركيب العرقي للمدينة بنسبة 97.76% من البيض و 0.42% من الأمريكيين الأصليين و 1.03% من الأمريكيين ذوي الأصول الآسيوية و 0.05% من سكان جزر المحيط الهادئ و 0.18% من الأمريكيين الأفارقة و 0.53% من عرقين مختلطين أو أكثر.
بلغ عدد الأسر 2,125 أسرة كانت نسبة 45.1% منها لديها أطفال تحت سن الثامنة عشر تعيش معهم، وبلغت نسبة الأزواج القاطنين مع بعضهم البعض 71.5% من أصل المجموع الكلي للأسر، ونسبة 6.7% من الأسر كان لديها معيلات من الإناث دون وجود شريك، وكانت نسبة 18.0% من غير العائلات. تألفت نسبة 12.7% من أصل جميع الأسر من أفراد ونسبة 2.6% كانوا يعيش معهم شخص وحيد يبلغ من العمر 65 عاماً فما فوق. وبلغ متوسط حجم الأسرة المعيشية 3.30، أما متوسط حجم العائلات فبلغ 2.99.
بلغ العمر الوسطي للسكان 34 عاماً. وكانت نسبة 31.3% من القاطنين تحت سن الثامنة عشر، وكانت نسبة 6.5% بين الثامنة عشر والأربعة وعشرون عاماً، ونسبة 34.6% كانت واقعةً في الفئة العمرية ما بين الخامسة والعشرون حتى والأربعة وأربعون عاماً، ونسبة 22.7% كانت ما بين الخامسة والأربعون حتى الرابعة والستون، ونسبة 4.9% كانت ضمن فئة الخامسة والستون عاماً فما فوق. يوجد لكل 100 أنثى 104.7 ذكر، ويوجد لكل 100 أنثى في الثامنة عشر من عمرها فما فوق 105.6 ذكر.
بلغ متوسط دخل الأسرة في المدينة 63,450 دولار، أما متوسط دخل العائلة فبلغ 65,222 دولار. وكان متوسط دخل الذكور 44,069 دولار مقابل 31,110 دولار للإناث. وسجل دخل الفرد الخاص بالمدينة 24,334 دولار. وكانت نسبة 1.4% من العائلات ونسبة 1.5% من السكان تحت خط الفقر، وكان من هؤلاء نسبة 0.9% تحت سن الثامنة عشر ونسبة 6.1% في الخامسة والستين من العمر وما فوق.

### تعداد عام 2010
بلغ عدد سكان هوغو 13,332 نسمة بحسب تعداد عام 2010، وبلغ عدد الأسر 4,990 أسرة وعدد العائلات 3,704 عائلة مقيمة في المدينة. في حين سجلت الكثافة السكانية 398.6 نسمة لكل ميل مربع (153.9/كم2). وبلغ عدد الوحدات السكنية 5,189 وحدة بمتوسط كثافة قدره 155.1 لكل ميل مربع (59.9/كم2).
وتوزع التركيب العرقي للمدينة بنسبة 94.2% من البيض و 0.3% من الأمريكيين الأصليين و 3.1% من الأمريكيين ذوي الأصول الآسيوية و 0.7% من الأمريكيين الأفارقة و 1.0% من عرقين مختلطين أو أكثر.
بلغ عدد الأسر 4,990 أسرة كانت نسبة 40.4% منها لديها أطفال تحت سن الثامنة عشر تعيش معهم، وبلغت نسبة الأزواج القاطنين مع بعضهم البعض 60.8% من أصل المجموع الكلي للأسر، ونسبة 9.2% من الأسر كان لديها معيلات من الإناث دون وجود شريك، بينما كانت نسبة 4.2% من الأسر لديها معيلون من الذكور دون وجود شريكة وكانت نسبة 25.8% من غير العائلات. تألفت نسبة 19.6% من أصل جميع الأسر من أفراد ونسبة 3.8% كانوا يعيش معهم شخص وحيد يبلغ من العمر 65 عاماً فما فوق. وبلغ متوسط حجم الأسرة المعيشية 3.09، أما متوسط حجم العائلات فبلغ 2.67.
بلغ العمر الوسطي للسكان 33.7 عاماً. وكانت نسبة 27.9% من القاطنين تحت سن الثامنة عشر، وكانت نسبة 6.3% بين الثامنة عشر والأربعة وعشرون عاماً، ونسبة 33.9% كانت واقعةً في الفئة العمرية ما بين الخامسة والعشرون حتى والأربعة وأربعون عاماً، ونسبة 24.2% كانت ما بين الخامسة والأربعون حتى الرابعة والستون، ونسبة 7.8% كانت ضمن فئة الخامسة والستون عاماً فما فوق. وتوزع التركيب الجنسي للسكان بنسبة 49.2% ذكور و50.8% إناث.

## وصلات خارجية
- www.ci.hugo.mn.us
- The US50 - Cities and Towns in Minnesota State